# Abdullah Al-Rashidi
Abdullah Al-Rashidi (in arabo عبدالله الرشيدي‎?; 21 agosto 1963) è un tiratore a volo kuwaitiano, specialista dello skeet.

## Carriera
Il 13 agosto 2016 ha vinto la medaglia di bronzo nello skeet maschile sotto l'egida degli Atleti Olimpici Indipendenti, poiché il comitato olimpico del suo paese è stato sospeso dal CIO per ingerenze governative.

## Palmarès
- Giochi olimpici

Rio de Janeiro 2016: bronzo nello skeet maschile.
Tokyo 2020: bronzo nello skeet maschile.